# Оленев, Михаил Фёдорович
Михаил Фёдорович Оленев (4 ноября 1907, Москва — 1 апреля 1953, Москва) — советский архитектор и художник. Преподаватель Московского архитектурного института.

## Биография
Родился в 1907 году в Москве, сын мастера по художественной обработке стекла Федора Ивановича Оленева (1870—1943). Учился во ВХУТЕИНе у А. А. Веснина (вместе с другими учениками принимал участие в разработке проекта Дворца Советов братьев Весниных). В 1932 году окончил Высший архитектурно-строительный институт, организованный на базе архитектурного факультета ВХУТЕИНа. Далее обучался в аспирантуре Всесоюзной академии архитектуры у Г. П. Гольца, которую окончил в 1937 году. В 1933 году вступил в Союз архитекторов СССР. Работал в мастерской учителя Гольца — И. В. Жолтовского.
Занимался преподавательской деятельностью. В 1930—1932 годах преподавал на курсах по подготовке в вуз. В 1930—1940 годах вёл занятия во Дворце пионеров. В 1938—1953 годах преподавал в Московском архитектурном институте; был ассистентом, старшим преподавателем и доцентом (1945).
Автор проектов Велозаводского рынка (1932, совместно с Ю. С. Гриневицким), павильона ВДНХ «Башкирская АССР» (1938, перестроен им же в начале 1950-х годов, разобран в 1966 году), Пантеона партизан Великой Отечественной войны (1943), административно-жилого дома Шинного завода на Шарикоподшипниковской улице (1951—1953 гг.), памятника Павлику Морозову и др. В 1932 году вместе с соавторами получил 3-ю премию на конкурсе проектов Дворца Советов. Для диссертации спроектировал здание Строительного института Моссовета, выполненное в духе Ренессанса.
Подавляющее большинство проектов Оленева не были реализованы или не сохранились, многое осталось в эскизах. Анализируя эскизы Оленева, К. Г. Зайцев выделял поэтичность их формы и содержания и отмечал, что «в некоторых эскизных предложениях заметно влияние народных традиций русского деревянного зодчества, народного искусства в области малых форм». Кроме того, автор серии проектов люстр и настольных ламп. В частности, выполненная по проекту М. Ф. Оленева люстра была установлена в посольстве ЧССР.
Умер 1 апреля 1953 года.

## Воспоминания современников
Многие годы преподавал на кафедре проектирования МАрхИ, среди учеников М. Ф. Оленева — архитекторы В. С. Кубасов, Г. А. Балашова, а также режиссёр Г. Н. Данелия.

«В нашей группе было два мастера — Юрий Николаевич Шевердяев и Михаил Фёдорович Оленев. Шевердяев — элегантный, спортивный, ведущий архитектор <…> — был очень занят и появлялся у нас нечасто. А Оленев — скромный, похожий на сельского учителя — был всё время с нами.
Михаил Фёдорович Оленев был очень болен, и мы старались не задерживать его долго у своих подрамников, чтобы он не уставал. Но он всё равно каждый раз засиживался с нами допоздна — увлекался. Он накладывал на чертёж кальку, брал свой любимый мягкий цанговый карандаш „Кохинор 6В“, думал, а потом по кальке правил проект… А потом рисовал возле здания для масштаба что-нибудь забавное: бородатого старика на самокате, пожарника на качелях, афишную тумбу, на которую задрала ногу собачка… <…>

Михаил Фёдорович умер. Гроб стоял в институте, в большой пустой комнате. <…> На стене висела картина Михаила Фёдоровича: открытое окно, на подоконнике глиняный горшок, в горшке — цветок, за окном ровное небо. Всё скупо и просто… Но там, за окном, было столько воздуха и столько радости, что я заплакал».— Данелия Г. Н.  Безбилетный пассажир : маленькие истории, байки кинорежиссёра. - М. : Эксмо, 2005. - ISBN 5-699-12714-3

## Память
14 апреля 1969 года в Центральном доме архитектора открылась выставка работ М. Ф. Оленева.